# Gazpacho
Gazpacho je španjolska hladna juha od rajčica s povrćem. 

## O gazpachu
Posebno je omiljena u Andaluziji. Sastojci su zrele rajčice, zelena paprika, krastavci, češnjak, stari kruh (koji se prethodno potopi u vodu), ocat i maslinovo ulje. Ponegdje se dodaje i paprika ili kim. Poslužuje ju se dok je hladna.
Juha se može piti sama, ili joj se mogu dodati razni drugi sastojci, sitno narezani na kockice - kuhano jaje, španjolski pršut ili krastavac, paprika ili masline. Dodavanje pršuta tipično je za Extremaduru, gdje se proizvodi prvorazredni pršut.
Prije 1492. godine juha gazpacho nije sadržavala rajčice koje su donesene s američkog kontinenta. Izvorni recept sadrži stari kruh, češnjak, maslinovo ulje, sol i ocat. Od 1492. dodaje se rajčice, iako u Andaluziji postoji više vrsta gazpacha koje ne sadrže rajčicu. 
Jedna vrlo popularna inačica koja je tipična za Granadu i Malagu jest je 'bijeli gaspach ili 'ahoblanko koji sadrži bademe, kruh, češnjak, ocat i ulje.
Jedna od vrlo poznatih inačica je kordobski salmoreho koji je gušći od gazpacha. Može se jesti žlicom i dodaju mu se mrvice pršuta i kuhanog jajeta.
Postoje inačice gazpacha iz Kastilje i Leóna, Extremadure, La Manche te razne međunarodne inačice.

## Popularna kultura
Gazpacho se pojavljuje u ovim filmovima, televizijskim serijama i crtanim filmovima:
- Žene na rubu živčanog sloma
- Crveni patuljak (TV serija), u epizodi Me2
- Simpsoni
- Sangre y arena

## Ini jezični wikiprojekti
- gazpacho morañiego - gazpacho iz La Manche (na Wikiknjigama na španjolskom)
- gazpacho andalzu - andaluzijski gazpacho  (na Wikiknjigama na španjolskom)

## Vanjske poveznice
- Coolinarka